# グリーンウッド (サウスカロライナ州)
グリーンウッド（英: Greenwood）は、アメリカ合衆国サウスカロライナ州北西部、アップステート地域のグリーンウッド郡に位置する都市であり、同郡の郡庁所在地である。2010年国勢調査での人口は23,222 人だった

## 地理
グリーンウッド市は北緯34度11分 西経82度10分 / 北緯34.183度 西経82.167度 (34.1885, -82.1605)に位置している。
アメリカ合衆国国勢調査局に拠れば、市域全面積は13.7平方マイル (35 km2)であり、このうち陸地13.7平方マイル (35 km2)、水域率は0.07%である。

## 人口動態
以下は2000年の国勢調査による人口統計データである。
| 基礎データ - 人口: 22,071 人 - 世帯数: 8,496 世帯 - 家族数: 5,174 家族 - 人口密度: 622.5人/km2（1,612.1 人/mi2） - 住居数: 9,373 軒 - 住居密度: 264.3軒/km2（684.6 軒/mi2） 人種別人口構成 - 白人: 50.10% - アフリカン・アメリカン: 45.51% - ネイティブ・アメリカン: 0.19% - アジア人: 0.87% - 太平洋諸島系: 0.07% - その他の人種: 2.41% - 混血: 0.85% - ヒスパニック・ラテン系: 6.52% | 年齢別人口構成 - 18歳未満: 24.7% - 18-24歳: 15.2% - 25-44歳: 27.3% - 45-64歳: 17.6% - 65歳以上: 15.2% - 年齢の中央値: 32歳 - 性比（女性100人あたり男性の人口） - 総人口: 86.6 - 18歳以上: 82.5 世帯と家族（対世帯数） - 18歳未満の子供がいる: 28.6% - 結婚・同居している夫婦: 34.5% - 未婚・離婚・死別女性が世帯主: 21.0% - 非家族世帯: 39.1% - 単身世帯: 32.4% - 65歳以上の老人1人暮らし: 12.9% - 平均構成人数 - 世帯: 2.41人 - 家族: 3.05人 | 収入と家計 - 収入の中央値 - 世帯: 26,284米ドル - 家族: 32,573米ドル - 性別 - 男性: 26,477米ドル - 女性: 21,476米ドル - 人口1人あたり収入: 14,347米ドル - 貧困線以下 - 対人口: 25.0% - 対家族数: 18.1% - 18歳未満: 34.4% - 65歳以上: 18.0% |

## 市政府
グリーンウッド市は市長・市政委員会方式の政府を採用している。市長は市全体を選挙区に選ばれている。市政委員会の委員は6人であり、6つの小選挙区からそれぞれ1人が選ばれている。2015年時点の市長はウェルボーン・アダムズである。任期は4年間であり、現在の任期は2018年までである。
サウスカロライナ州矯正省の女性用刑務所であるリース矯正施設がグリーンウッド市に近いグリーンウッド郡の未編入領域にある。

## 祭

### 花の祭
毎年6月、グリーンウッドではサウスカロライナ州「花の祭」を開催している。この祭は1968年にパーク種会社の行事として始まり、毎年生産者の日を祝うものとして今でも同社が主たるスポンサーである。この祭ではジャズ・コンサート、子供のためのセスナ飛行、世界の食品、クラシックカーのショー、ドッグショーなども開催している。また祭の期間中にセルフ・リージョナル・ヘルスケアが主催する医療シンポジウムもある。この行事には全国からガーデニングの愛好者が集まる。

### 発見の祭
毎年7月第2週末は、アップタウン・グリーンウッド開発コーポレーションが、サウスカロライナ州「発見の祭」を開催している。食べ物、娯楽、音楽に加え、グリーンウッドとアップステート地域の歴史、伝統、伝承、芸術と工芸、ダンス、お国自慢について経験し学ぶことができる。この祭にはカンザスシティ・バーベキュー協会も協賛し、サウスカロライナ州チャンピオンシップの料理コンテストが国内最良のバーベキューチームを紹介している。さらにグリーンウッドの料理に関する伝統である細切れ肉料理を顕彰している。この週末にはブルースに関する豊富な音と伝統も紹介している。グリーンウッド・ブルース・クルーズは中心街の7つの会場でブルースの演奏会が催される。

## 経済
ニューヨーク・タイムズが2011年に掲載した記事に拠れば、グリーンウッド郡は急速な経済の減退を経験している。これは貧困率を国内の郡と比較したものである。この減退について大きな要因は、かつてはグリーンウッドの経済を支えていた繊維産業の脱工業化である。長い間に、繊維工場の大多数が閉鎖され、地域社会の雇用機会を奪ってきた。市内で中程度の収入を得ていた市民の多くが不況のために失業し、減収になった。その多くが普通なら就かなかったような職に移ることを強いられた。このために貧しく、教養の無い市民が就いていた職が奪われた。

### 産業
グリーンウッドには下記のような大企業がある。
- アセンド・パフォーマンス・マテリアルズ
- パーク種会社ガーデンズ
- コビディエン（医療）
- 富士フイルム（北アメリカ本社）
- ミリケン・テキスタイルズ
- イートン・コーポレーション（自動車部品）
- ベラックス-アメリカ（天窓、明り取り窓のメーカー）
- ペプシコーラ
- キャップシューゲル

## 市民サービス
グリーンウッド市内には、地域最大級の病院であるセルフ・リージョナル病院がある。高品質の血管外科システム、がんセンター、心臓センター、神経外科があることで知られている。24時間対応のレベルIII緊急治療センターがある。
セルフ・リージョナル病院では優れた家庭医学研修医プログラムもある。家庭医学のためのモンゴメリー・センターで実施している。対象は30人の研修医であり、国内でも最善クラスの家庭医学研修医プログラムと考えられている。広範な医療任務プロジェクトに参加するのも競争の無い研修医である。このプログラムの卒業者は全国で実務にあたる。近年、産科やスポーツ医学の分野に進出した卒業生もいた。医師は幾つかのカレッジや高校のためのチーム医師として活動している。
もう一つの著名医療機関が非営利のグリーンウッド・ジェネティック・センターがあり、遺伝医学の分野で教育プログラムと資料を開発し研究を行うために遺伝治療と実験研究を行うために組織された。
グリーンウッド地域リハビリテーション病院は、専門化されたリハビリテーション治療を行うために考案された、市内唯一の独立系緊急リハビリテーション病院である。この施設の特徴ある仕組みによって患者に快適で反応の良い環境を提供している。身体機能を損なう病気や怪我によって機能的な欠陥がある患者のリハビリを行っている。患者はリハビリのプログラムを通じて速く快復し、自己充足の感覚を新たにして帰宅できる。
市内にはグリーンウッド郡図書館の本館がある。

## 教育
グリーンウッド市はグリーンウッド郡教育学区第50に属しており、職業訓練教育を含め中等レベルまでの公共教育を提供している。
中等教育（カッコ内は入学者数）:
- グリーンウッド高校（1700人）
- エメラルド高校（950人）

中学校:
- ウェストビュー中学校
- ブルーワー中学校
- ノースサイド中学校

小学校:
- グリーンウッド早期児童センター(元イーストエンド小学校）
- ホッジス小学校
- レイクビュー小学校
- マシューズ小学校
- メリーウッド小学校
- オークランド小学校
- パインクレスト小学校
- スプリングフィールド小学校
- ウッドフィールズ小学校

私立学校:
- グリーンウッド・クリスチャン学校
- イーストサイド・クリスチャン学校
- パルメット・クリスチャン・アカデミー
- ケンブリッジ・アカデミー

## 見どころ
グリーンウッド市内でアメリカ合衆国国家歴史登録財に指定されている場所として、バーラット邸、J・ウェズリー・ブルックス邸、ランダー・カレッジ旧本館、マグノリア墓地、マウント・ピスガA・M・E・教会、旧グリーンウッド墓地、旧グリーンウッド高校、ジェイムズ・C・セルフ邸、ストーニーポイント（邸宅）、サニーサイド（邸宅）、タバナクル墓地、バンス・マクスウェル邸がある。
その他の見どころとして以下のものがある。
- グリーンウッド市民会館
- ランダー大学
- ピードモント工科カレッジ
- グリーンウッド・コミュニティ劇場
- ザ・ミュージアム・グリーンウッド

## 交通
- グリーンウッド郡空港

## 著名な出身者
- ゲインズ・アダムス、NFLアメリカンフットボール選手、シカゴ・ベアーズ他、2009年に急死
- ジョシュ・ノーマン、NFLアメリカンフットボール選手、カロライナ・パンサーズ、コースタルカロライナ大学卒
- ジェローム・シングルトン、パラリンピック陸上選手